# Cyclocephala castaniella
Cyclocephala castaniella är en skalbaggsart som beskrevs av Bates 1888. Cyclocephala castaniella ingår i släktet Cyclocephala och familjen Dynastidae. Inga underarter finns listade i Catalogue of Life.